# Tolomeo I in basalto (EA1641)
Il busto di Tolomeo I (EA1641), in basalto nero, è un'antica statua egizia raffigurante il faraone Tolomeo I (305–283 a.C.) — già generale di Alessandro Magno e fondatore della Dinastia tolemaica (XXXIII dinastia egizia) — in stile egizio tradizionale. 

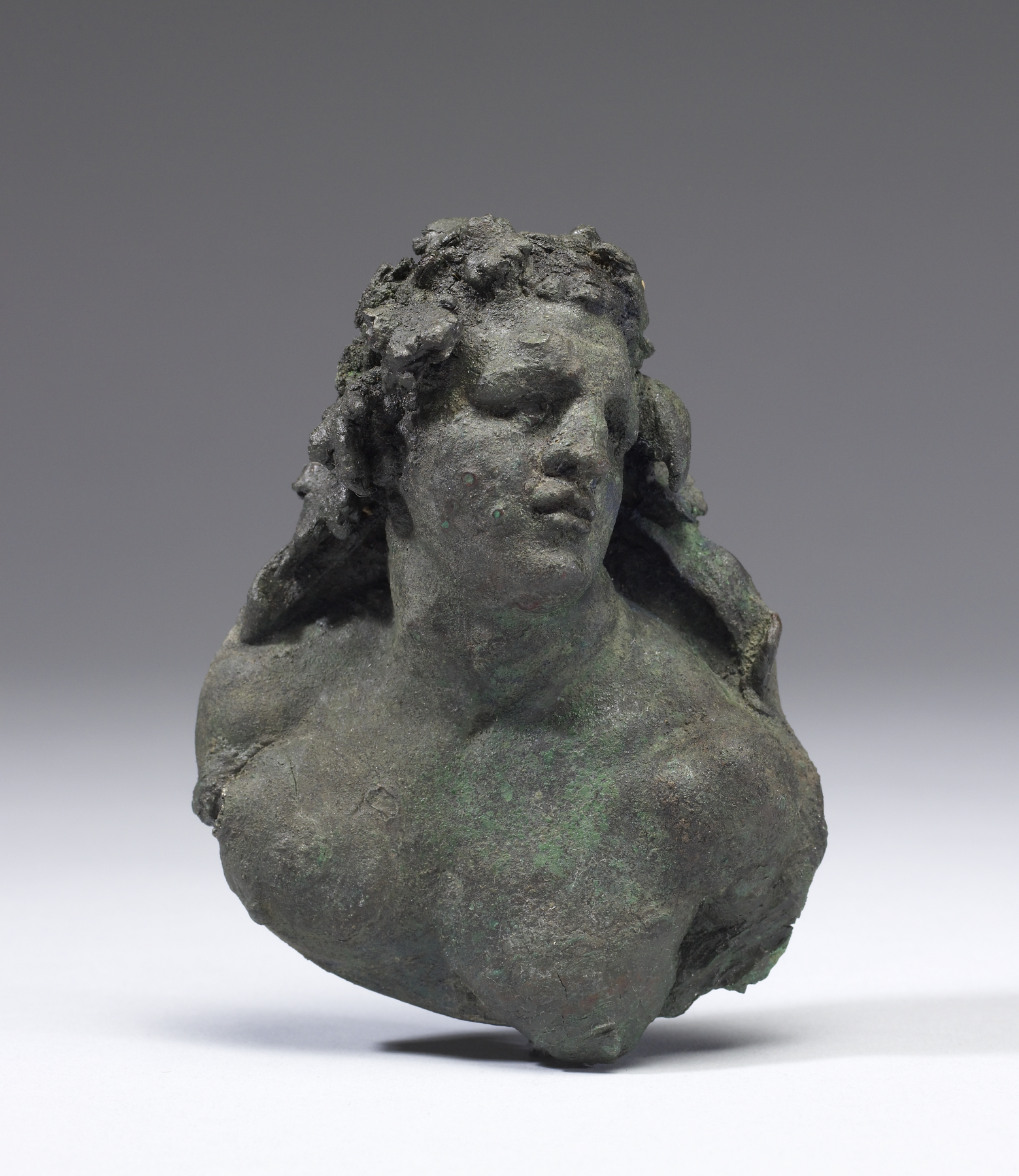
Tolomeo I in stile greco, ritratto come Dioniso. Walters Art Museum, Baltimora.

Si tratta del frammento superiore di una statua di grandi dimensioni, preservatasi dal petto in su: il resto del corpo, la spalla sinistra e l'estremità dell'ureo regale sul capo del re sono andati perduti. Il pilastro dorsale si è parzialmente conservato, ma è privo di iscrizioni. Tolomeo I non reca la consueta barba posticcia dei faraoni, ma indossa il copricapo nemes e l'ureo degli antichi faraoni. La bocca volge sensibilmente al sorriso. Il naso, le guance e il mento larghi e carnosi erano un tratto comune della statuaria regale tra la XXX dinastia (380–343 a.C.) e quella tolemaica; lo sguardo ha però una naturalezza sconosciuta al Periodo tardo dell'Egitto e, al pari delle grandi orecchie, si presenta come tipico dell'arte tolemaica.
Nessuna iscrizione identifica il sovrano come Tolomeo I, né il sito del ritrovamento del reperto è noto con certezza (al momento della sua acquisizione, nel 1914, da parte del British Museum si disse che era stato rinvenuto in un pozzo nel Delta del Nilo, ma è possibile che si trattasse di una trovata per aumentare l'interesse nei suoi confronti). Sicuramente realizzata nei primi decenni della dominazione tolemaica, la statua raffigura Tolomeo I, dal momento che non ha una particolare somiglianza con la statuaria del successore Tolomeo II.